# Mukah (district)
Mukah is een district in de Maleisische deelstaat Sarawak.
Het district telt 43.000 inwoners op een oppervlakte van 7900 km².